# 公験
公験（くげん）とは、律令国家が特定の人物に特権を認める際に出した証明書の一種のこと。

## 日本

### 古代
私有の土地や財産などの造成・売買・譲与・紛失・寄進・相続に際して国家やその下部機関が発給した法的な証明書。法的効力の伴う変動の発生に際して当事者が解状を京職または国司（郡司を経由することが多い）提出し、京職・国司がこれに公判を加えることで公験として認められた。従って、公式様文書に准じた書式が用いられることになる（解状が公式令の解の書式に則っていたため）。また、既存の公験が存在する事物の変動に際しては、その公験を解状に添える義務があり、紛失時には速やかに公験発給官司への届出を行い公験紛失状の発給を受けるものとされた。
特に土地に所有権に関する公験は本公験（ほんくげん）・根本公験（こんぽんくげん）と呼ばれた。訴訟の際には公験の提出が求められ、公験が最も重要な証拠として取り上げられていた。

### 中世
平安時代中期以後、律令制の解体とともに公式様文書が作成されなくなると、公験の書式も変化を見せた。朝廷や官司・幕府が発給した綸旨・院宣・官宣旨・下文や外題安堵を加えた申状などが公験の替わりに用いられ、それらを指して「公験」と呼ぶようになった。これらは諸権門をはじめ一般の人々に至るまで各階層の多種多様な財産・権利の保証を効力を有していた。更に荘園領主や現地の有力者による証明書も財産・権利関係の文書も公験と呼ばれるようになった。公験は所有権をはじめとした財産や権利を保証する法的な効力が認められる有力な証明とされていたことから、代を重ねて保証され、法的変動の際には同時に公験も譲渡された。そのため、公験の移動をもって譲渡や売買による権利の移動が認められるとするのが、訴訟における原則の1つであった。

### 仏教
仏教の僧尼が度縁を得る際に国家が認めた正式な僧侶であることを認める証明書として公験が朝廷より出された。鑑真が戒律を伝えて戒牒制度が整えられると、修行などによる長期旅行の証明の意味に限定されるようになった。その後の僧尼令の形骸化によって公験が出されることはほとんどなくなった。